# ماساكي هوندا
ماساكي هوندا (باليابانية: 本多政材؛ بالكانا: ほんだ まさき) هو عسكري ياباني، ولد في 17 مايو 1889 في ناغانو في اليابان، وتوفي في 17 يوليو 1964.